# Журавинка (зупинний пункт, Лунинецький район)
Журави́нка (біл. Жураві́нка) — пасажирський залізничний зупинний пункт Барановицького відділення Білоруської залізниці на неелектрифікованій лінії Лунинець — Сарни. Розташований за 8 км на південь від міста Лунинець Лунинецького району Берестейської області.